# Foresta mediterranea decidua
La foresta mediterranea decidua, chiamata anche Quercetum mediterraneum montanum, è un'associazione vegetale degli ambienti mediterranei composta da piante a portamento arboreo che si estende nelle zone submontane in condizioni climatiche condizionate dai consistenti abbassamenti termici nel periodo invernale. La vegetazione è composta prevalentemente da specie termomesofile o mesofile a foglie caduche, con presenza sporadica di piante termofile normalmente diffuse nella foresta mediterranea sempreverde.

## Tratti distintivi
L'elemento caratterizzante è la transizione da un clima mediterraneo vero e proprio a quello continentale. Le temperature sono più rigide nel periodo invernale e la piovosità è generalmente superiore ai 750 mm annui, con minimi in corrispondenza del periodo estivo. I rigori invernali hanno una durata limitata e così pure il periodo di siccità estiva.
Queste condizioni sono favorevoli all'insediamento di specie mesofile o termomesofile rappresentative del Castanetum, che prevalgono su quelle termofile. Nelle stazioni più calde è ancora presente il leccio, specie rappresentativa delle sclerofille termofile, tuttavia la percentuale di copertura è nettamente inferiore a quello delle querce semidecidue.
Nella fascia latitudinale compresa fra il 35º e il 40º parallelo la foresta mediterranea decidua si estende generalmente dai 1000 metri fino ai 1400-1500 metri di altitudine, in funzione dell'orografia del territorio e della posizione rispetto alle correnti fredde. Ne consegue che ad altitudini comprese fra i 900 e i 1200 metri possono trovarsi alternativamente la Foresta mediterranea sempreverde oppure quella decidua. Talvolta ci può essere la presenza dei due ecosistemi forestali a breve distanza l'uno dall'altro alla stessa altitudine e alla stessa latitudine.

## Caratteristiche della vegetazione
La vegetazione è prevalentemente composta da alberi a foglia larga e caduca, latifoglie caducifoglie, eliofile e mesofile o termomesofile. Rispetto alla foresta sempreverde, si tratta di una formazione a volta più luminosa che lascia lo spazio allo sviluppo di un sottobosco ricco di specie sia per la perdita delle foglie nella stagione fredda, sia per la chioma più lassa nella stagione primaverile-estiva.
Le associazioni vegetali si riconducono a diversi tipi secondo le regioni, tuttavia l'elemento comune è rappresentato dalla netta predominanza della roverella, la più termofila fra le querce decidue. Alla roverella si accompagnano come vicarianti diverse specie mesofile che possono essere rappresentative di determinate regioni. Un caso particolare è rappresentato dalla presenza del tasso, dell'agrifoglio, e dell'acero trilobo come si verifica frequentemente nei boschi submontani della Sardegna centrale: in questo caso si tratta di relitti significativi di una flora montana che risale al Terziario e che sopravvivono come elementi integranti di una foresta mediterranea.
Un altro caso particolare, abbastanza diffuso, è la presenza del castagno e del nocciolo: le formazioni forestali a castagno e nocciolo costituiscono una forma di paraclimax, ossia un ecosistema evoluto di origine antropica. Si tratta di elementi forestali originari del Castanetum continentale che sono stati introdotti nella foresta mediterranea decidua dall'uomo.

## Specie rappresentative
Specie arboree e arbustive

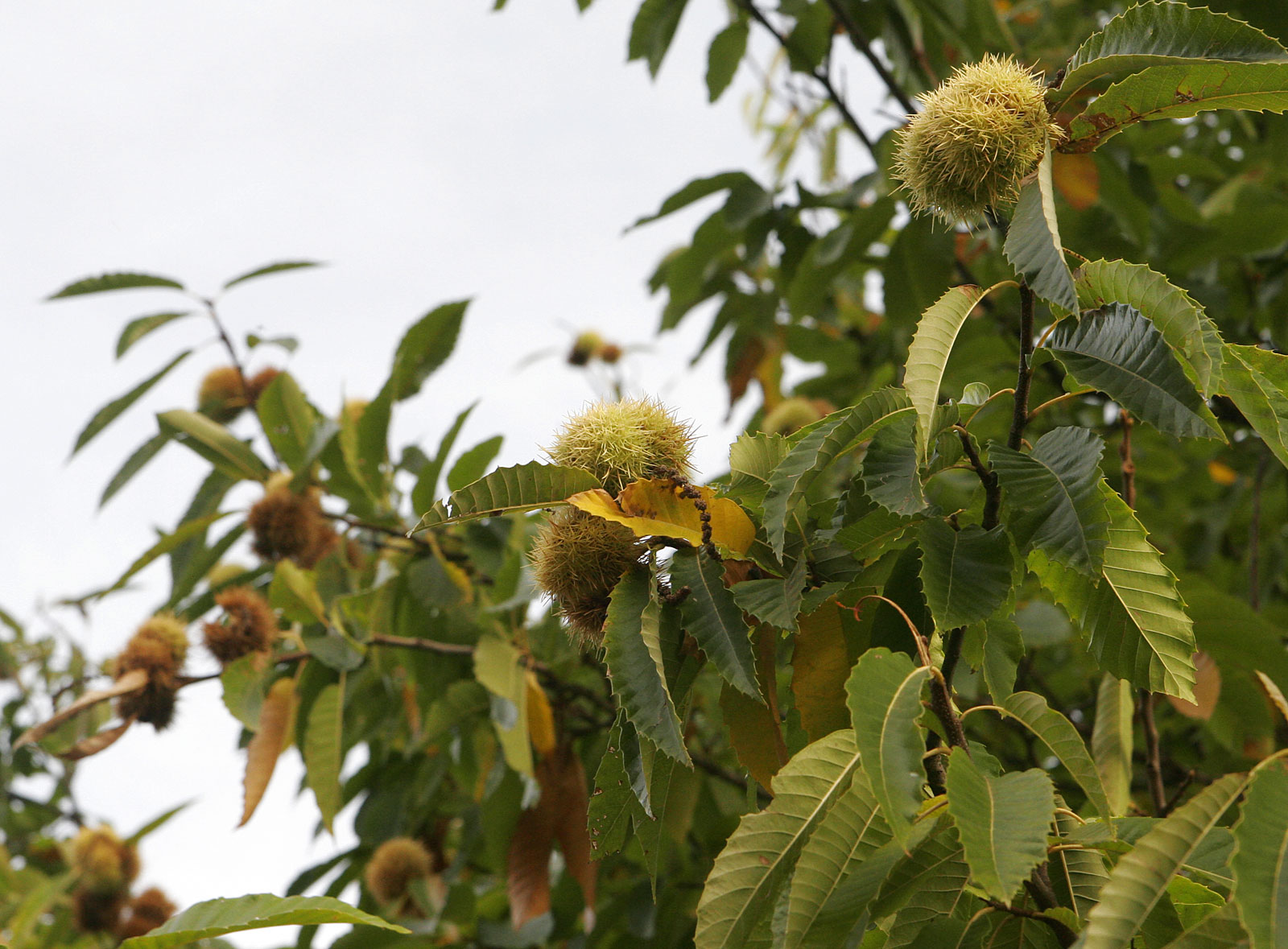
Castanea sativa Castagno
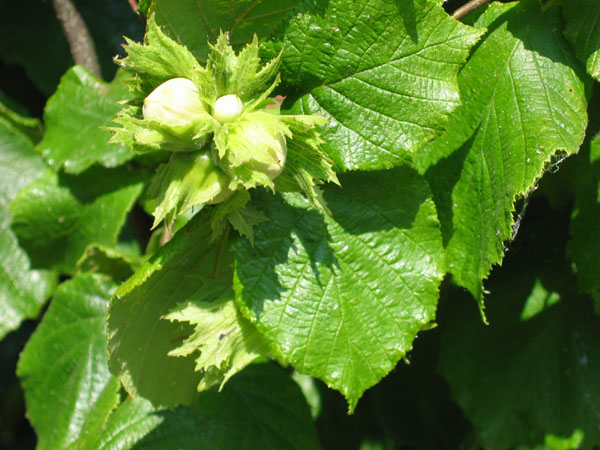
Corylus avellana Nocciolo
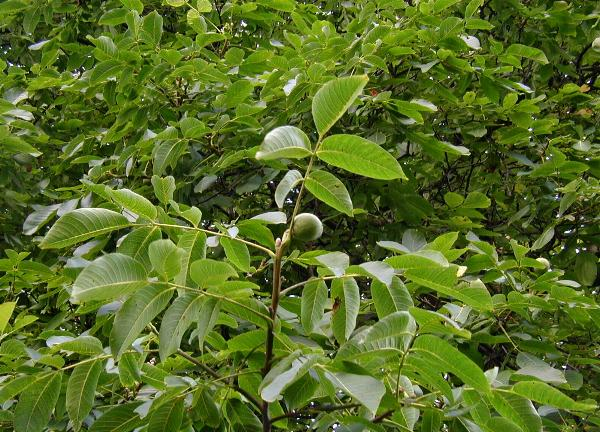
Juglans regia Noce

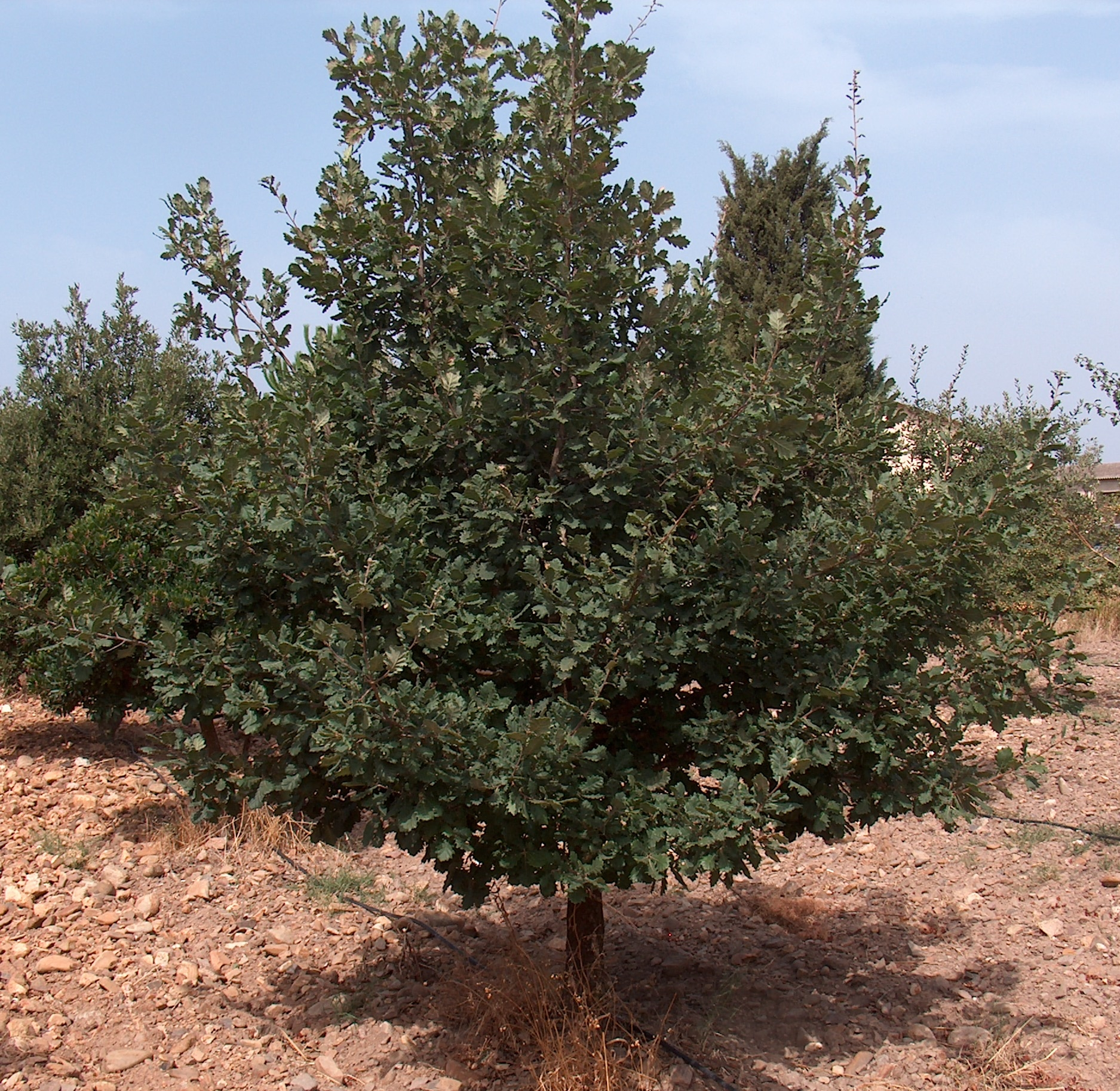
Quercus pubescens Roverella
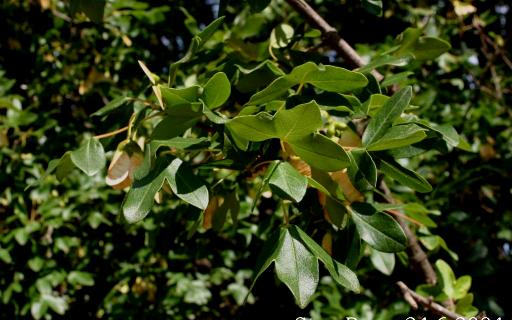
Acer monspessulanum Acero trilobo
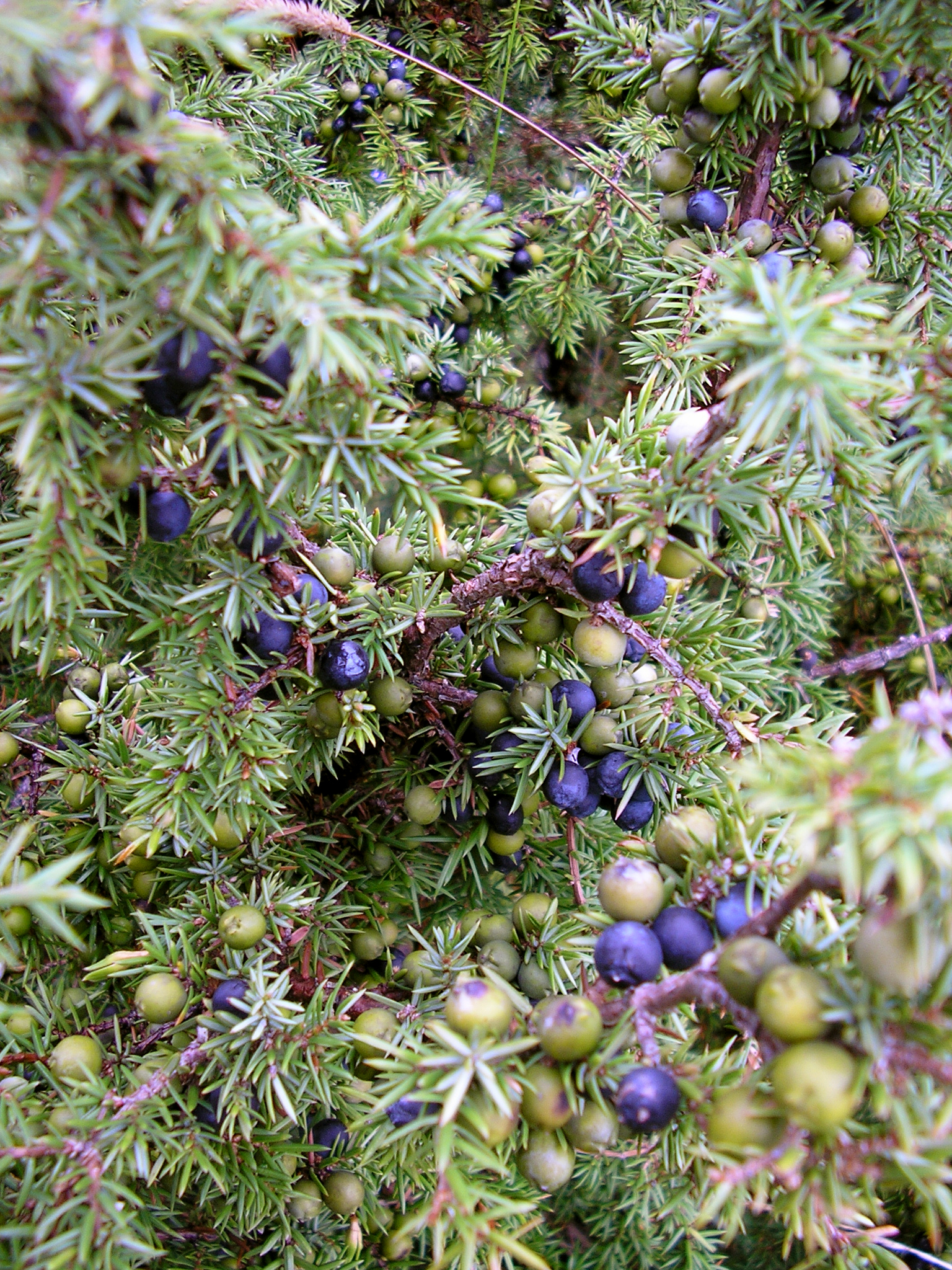
Juniperus communis Ginepro
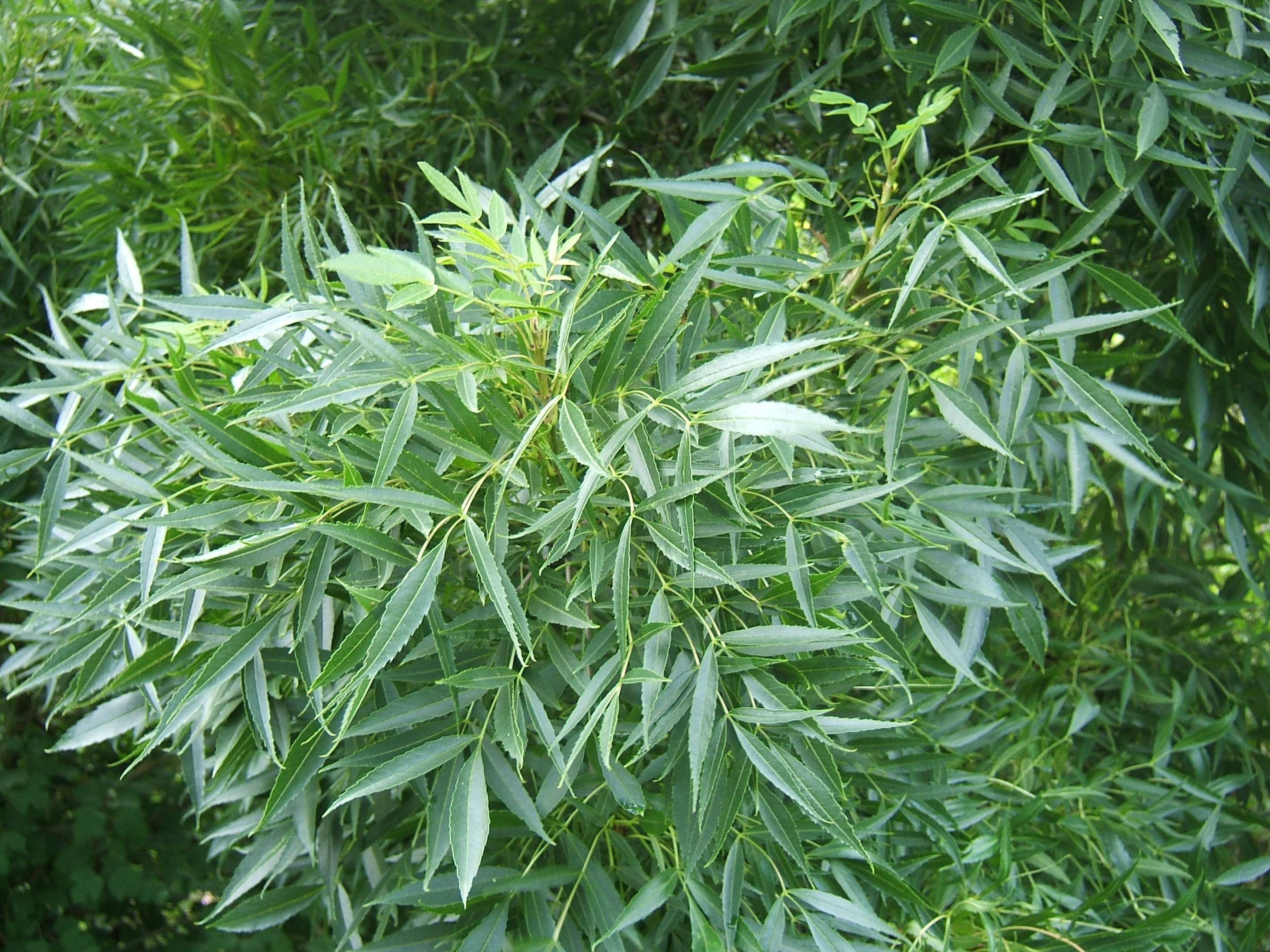
Fraxinus oxycarpa Frassino meridionale
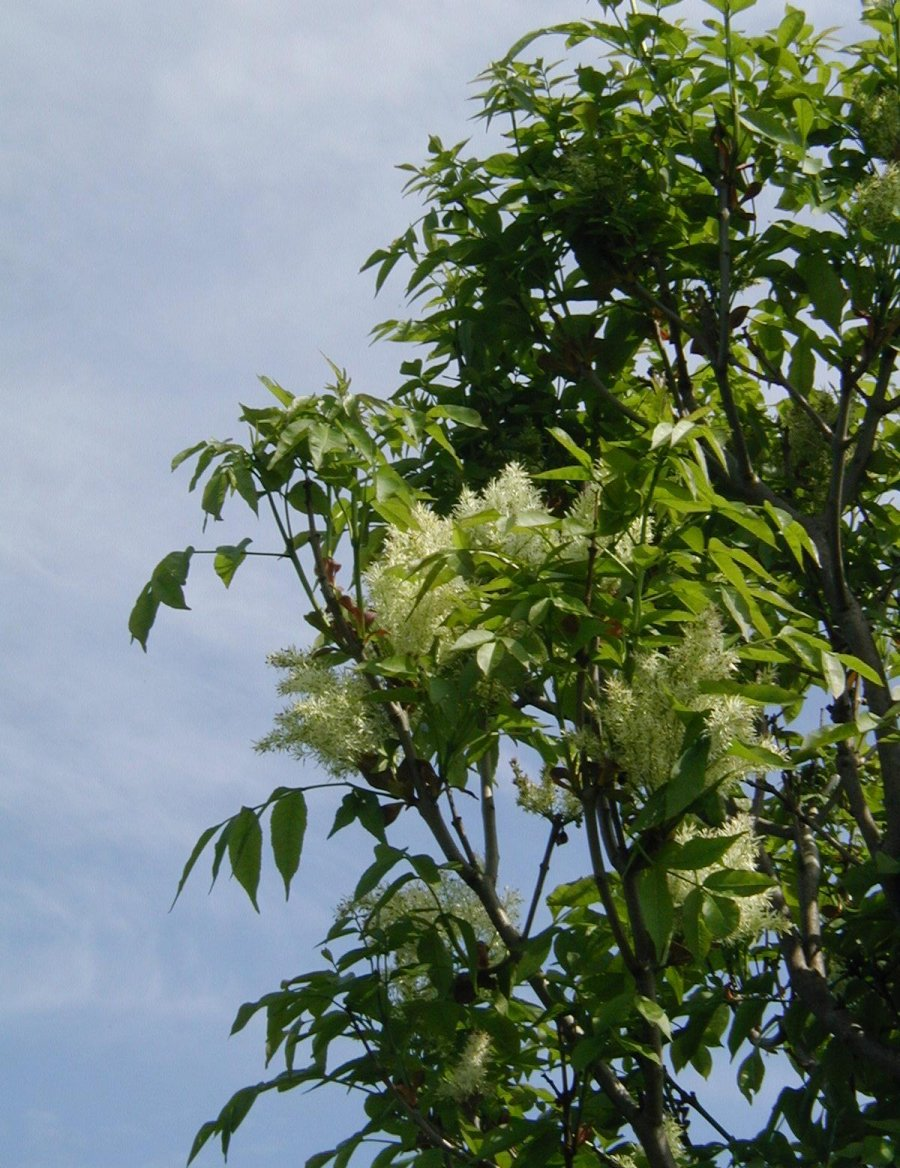
Fraxinus ornus Orniello
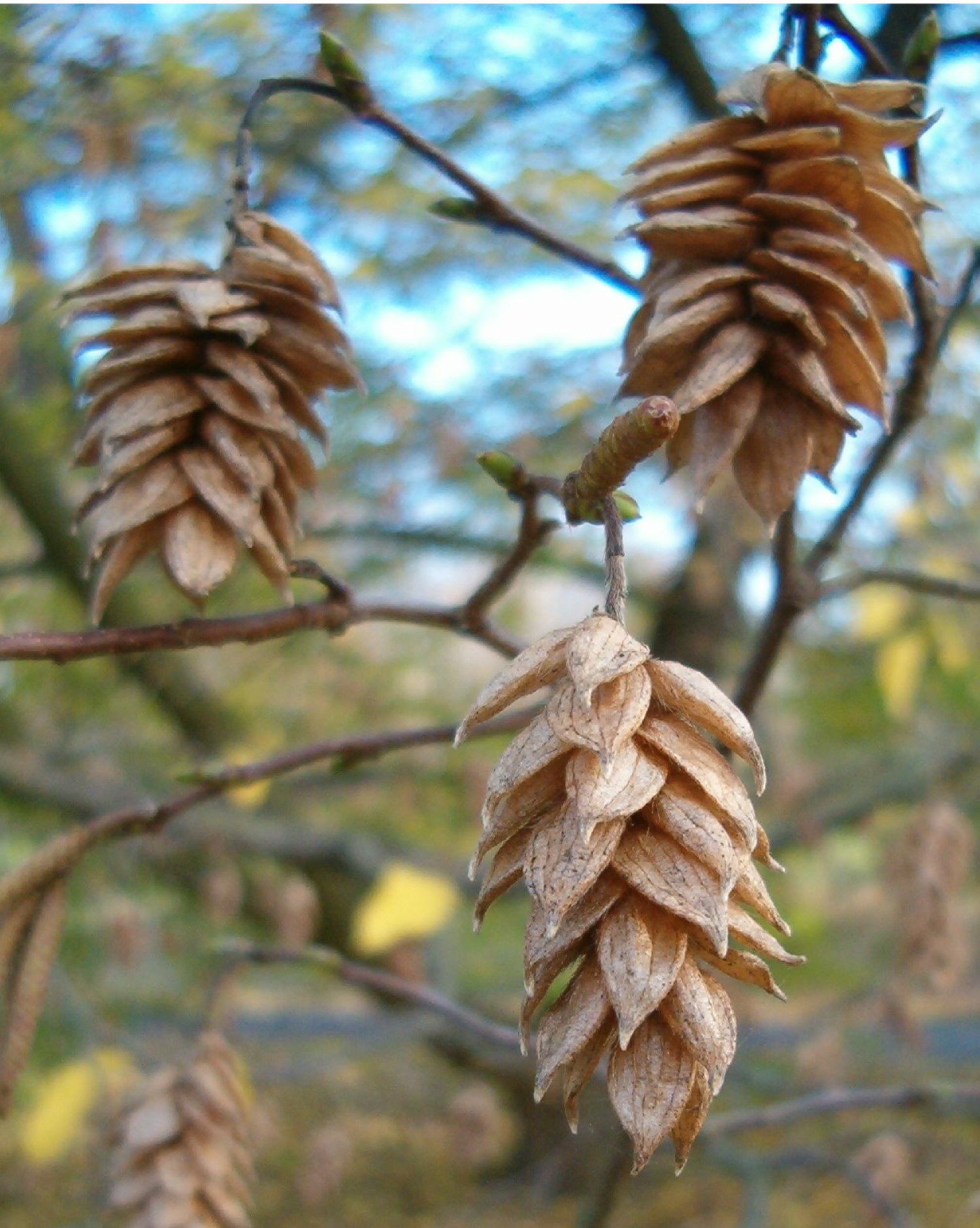
Ostrya carpinifolia (Carpino nero)
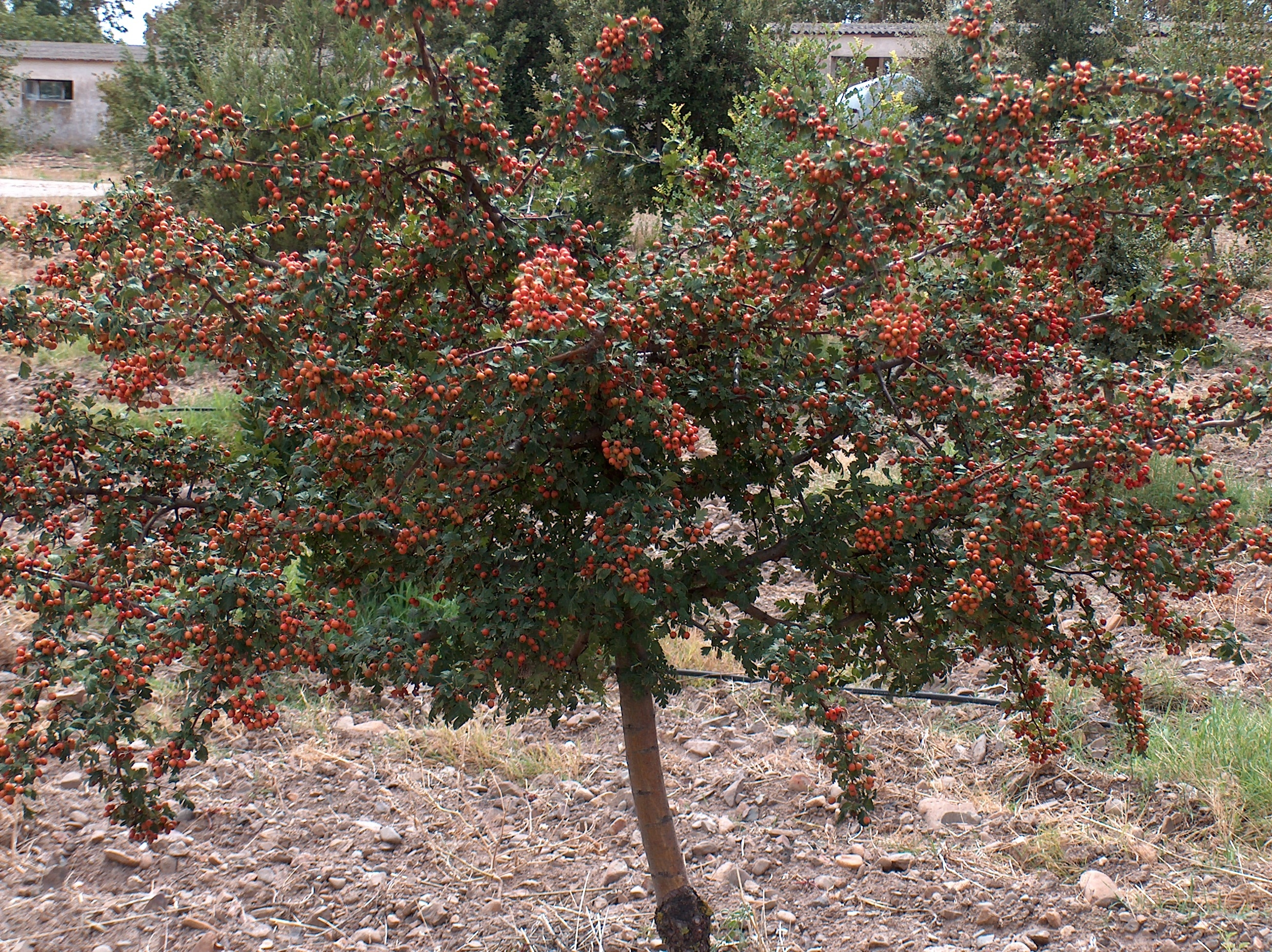
Crataegus monogyna Biancospino
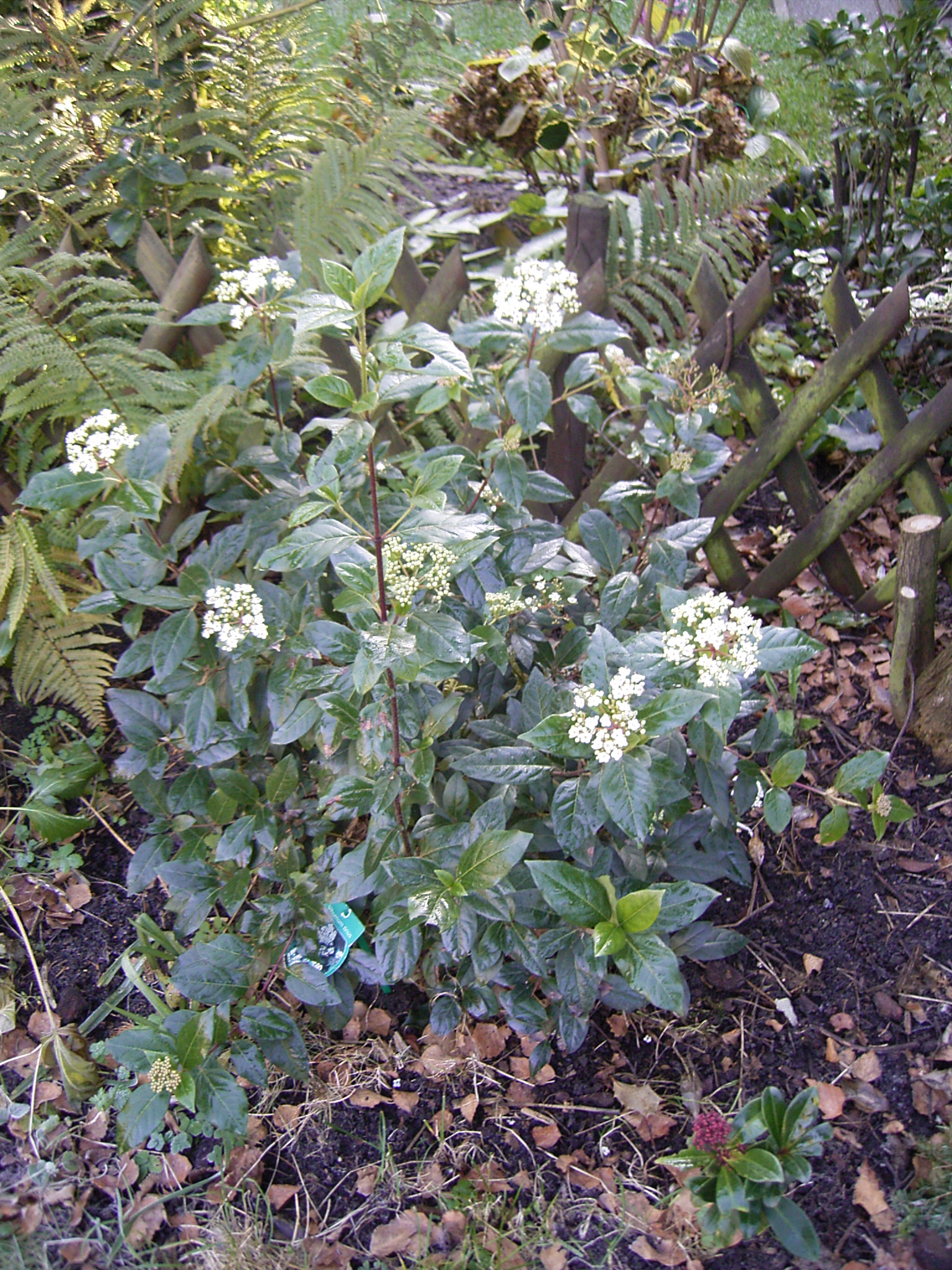
Viburnum tinus Viburno
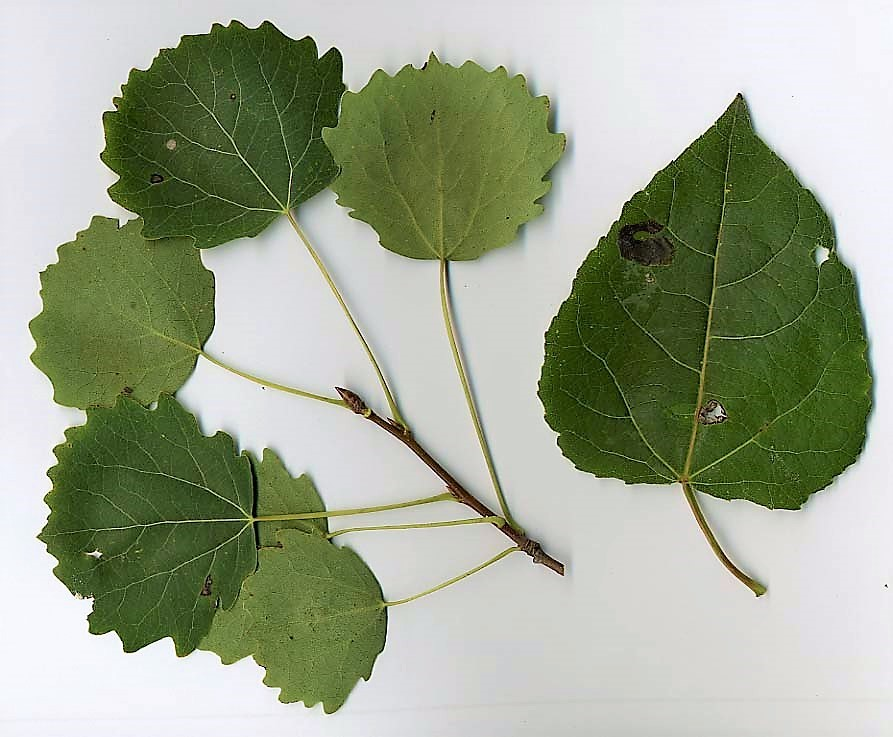
Populus tremula (Pioppo tremolo)
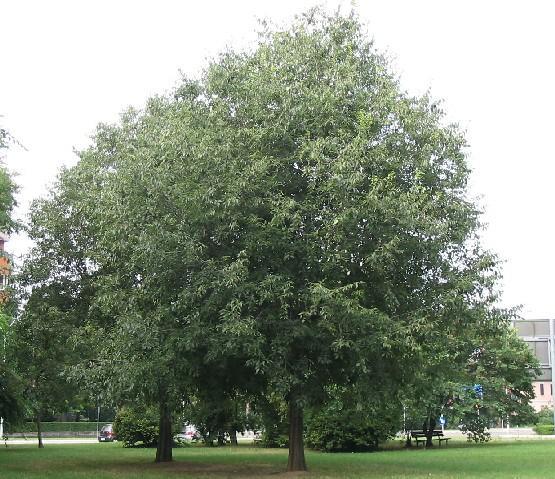
Celtis australis (Bagolaro)
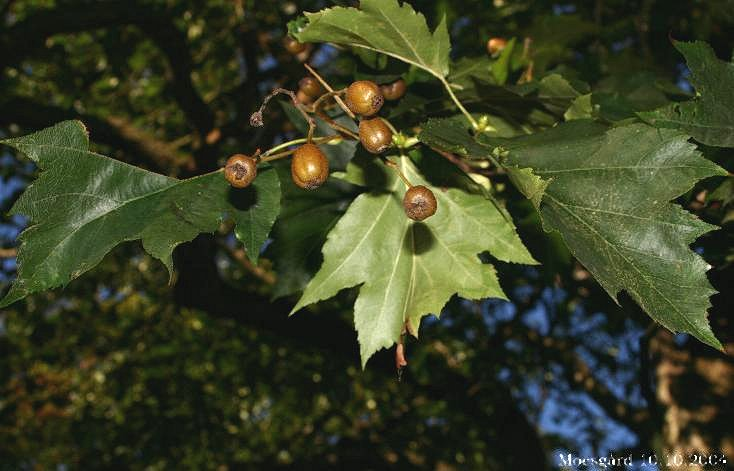
Sorbus torminalis (Ciavardello)
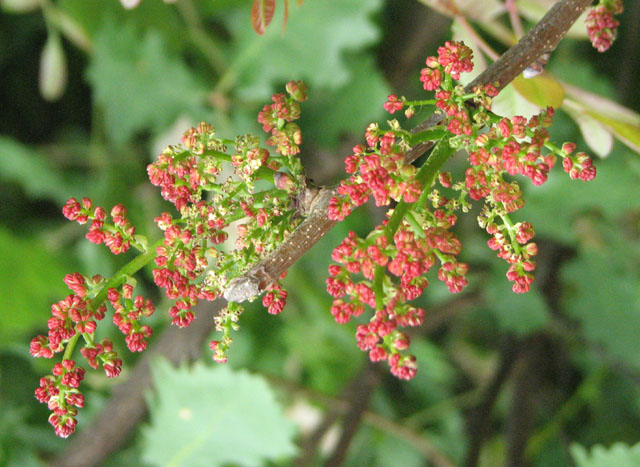
Pistacia terebinthus (Terebinto)
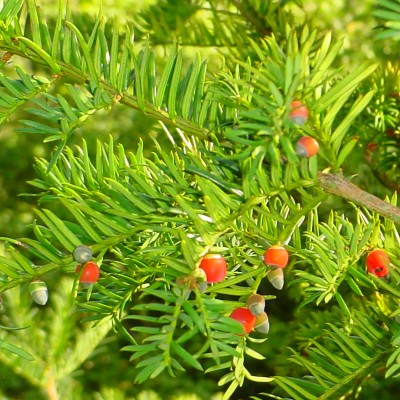
Taxus baccata (Tasso)
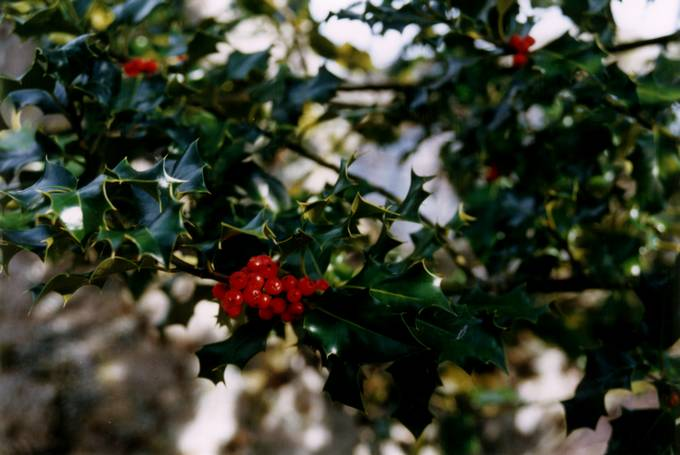
Ilex aquifolium (Agrifoglio)

Specie arboree e arbustive di introduzione antropica
- Castanea sativa
Castagno
- Corylus avellana
Nocciolo
- Juglans regia
Noce